# Ораново
Ораново е бивше село в Югозападна България, община Симитли, област Благоевград, днес квартал на град Симитли.

## География
Ораново се намира в югозападното подножие на Рила, на левия бряг на Струма. Североизточно от него е Горно Ораново или Арнаутската махала.

## История
През XIX век Ораново е село със смесено население, числящо се към Горноджумайската кааза. Църквата „Свети Архангел Михаил“ в Горно Ораново е от втората половина на XIX век.
В 1891 година Георги Стрезов пише за Ораново:
| „ | Ураново, село 4 часа далеч от града. Селянете са земледелци; правят хубаво вино и пипер. Църква, в която се чете славенски. 200 къщи българе. | “ |

Към 1900 година според статистиката на Васил Кънчов („Македония. Етнография и статистика“) в Ораново живеят 620 души българи.
По данни на секретаря на Българската екзархия Димитър Мишев („La Macédoine et sa Population Chrétienne“) в 1905 година в Ораново (Oranovo) има 880 българи екзархисти и в селото работи българско училище с един учител и 84 ученици.
В 1965 година Ораново е слято с разположеното от другата страна на Струма Симитли.

## Личности
Родени в Ораново
- Георги Бояджиев (1891 – 1923), български политик, деец на БЗНС
- Николай Кимчев (1952 – 2018), български актьор
- Яне Маламов (1865 – 1925), български революционер, деец на ВМОРО и БКП

Починали в Ораново
- Рангел Атанасов Коцев, български военен деец, офицерски кандидат, загинал през Междусъюзническа война[6]